# Staurogyne pseudocapitata
Espèce
Statut de conservation UICN

 EN B2ab(iii) : En danger
Staurogyne pseudocapitata Champl. est une espèce de plantes à fleurs de la famille des Acanthaceae et du genre Staurogyne. C'est une plante herbacée présente en Afrique tropicale.

## Description
C'est une petite herbe prostrée.

## Distribution
Relativement rare, subendémique, elle a été observée au Cameroun sur quatre sites dans trois régions (Sud-Ouest, Sud, Est), et également au Gabon sur un seul site (monts de Cristal).